# Свідок історії (пам'ятка природи)
Сві́док істо́рії — ботанічна пам'ятка природи місцевого значення в Україні. Об'єкт природно-заповідного фонду Львівської області. 
Розташована в межах Жовківського району Львівської області, у північно-західній частині смт Магерів, на вул. Мартовича, 15 (територія Львівської філії УкрНДІПВТ ім. Л. Погорілого). 
Площа природоохоронної території 0,05 га. Статус надано згідно з рішенням облради від 13.09.2016 року. Перебуває у віданні Магерівської міської ради. 
Статус надано для збереження вікового дуба. Обхват стовбура — 8,5 м. Орієнтовний вік бл. 300 років. У кроні дерева є дупла, де гніздуються сови. 